# 세계은행 수석 이코노미스트
세계은행 수석 이코노미스트(Chief Economist of the World Bank, 정식 명칭: 세계은행 그룹 개발 경제 담당 선임 부총재 겸 수석 이코노미스트, Senior Vice President for Development Economics and Chief Economist of the World Bank Group)는 세계은행 그룹의 선임 이코노미스트로, 세계, 지역, 국가 수준에서 은행의 전반적인 국제 개발 전략 및 경제 연구 의제에 지적 리더십과 방향을 제시하는 역할을 맡고 있다.
은행의 고위 관리직 팀의 일원으로서, 이 직위의 사람은 총재와 은행 경영진에게 경제 문제에 대해 조언한다.

## 세계은행 수석 이코노미스트 목록
| 이름                   | 국가           | 임기                               |
| ---------------------- | -------------- | ---------------------------------- |
| 홀리스 B. 체너리       | 미국           | 1972–1982                          |
| 앤 오스본 크루거       | 미국           | 1982–1986                          |
| 스탠리 피셔            | 미국           | 1988–1990                          |
| 로런스 서머스          | 미국           | 1991–1993                          |
| 마이클 브루노          | 이스라엘       | 1993–1996                          |
| 조지프 스티글리츠      | 미국           | 1997년 2월 – 2000년 2월            |
| 니컬러스 스턴          | 영국           | 2000년 7월 – 2003년                |
| 프랑수아 부르기뇽      | 프랑스         | 2003–2007                          |
| 린이푸                 | 중화인민공화국 | 2008년 6월 – 2012년 6월            |
| 마틴 라발리온 직무대행 | 오스트레일리아 | 2012년 6월 – 2012년 10월           |
| 카우식 바수            | 인도           | 2012년 10월 – 2016년 10월          |
| 폴 로머                | 미국           | 2016년 10월 – 2018년 1월 24일      |
| 샨타 데바라잔 직무대행 | 스리랑카       | 2018년 1월 24일 – 2018년 11월 26일 |
| 페니 골드버그          | 미국           | 2018년 11월 26일 – 2020년 3월 1일  |
| 아르트 크라이 직무대행 | 캐나다         | 2020년 3월 1일 – 2020년 6월 15일   |
| 카르멘 라인하르트      | 미국           | 2020년 6월 15일 – 2022년 6월 30일  |
| 아르트 크라이 직무대행 | 캐나다         | 2022년 6월 30일 – 2022년 9월 1일   |
| 인더미트 길            | 미국           | 2022년 9월 1일 – 현재              |

## 같이 보기
- 국제통화기금 수석 이코노미스트